# Энцесфельд-Линдабрунн
Энцесфельд-Линдабрунн (нем. Enzesfeld-Lindabrunn) — ярмарочная коммуна (нем. Marktgemeinde) в Австрии, в федеральной земле Нижняя Австрия. 
Входит в состав округа Баден.  Население составляет 4070 человек (на 31 декабря 2005 года). Занимает площадь 15,78 км². Официальный код  —  3 06 08.

## Политическая ситуация
Бургомистр коммуны — Эрих Фангль (СДПА) по результатам выборов 2005 года.
Совет представителей коммуны (нем. Gemeinderat) состоит из 25 мест.
- СДПА занимает 19 мест.
- АНП занимает 5 мест.
- АПС занимает 1 место.